# Amfifilie

Schéma lipozomu, micely a lipidové dvouvrstvy, které jsou tvořeny amfifilními sloučeninami. Na povrchu jsou hydrofilní a uvnitř hydrofobní.

Amfifilie (ze starořeckého ἀμφί amphí "na obou stranách" a φίλος phílos "milující") znamená oba milující a je to termín používaný především v biochemii. Amfifilní nebo také amfipatické jsou takové molekuly, které jsou zároveň hydrofilní i hydrofobní. To je způsobeno tím, že obsahují jak hydrofilní, tak hydrofobní oblasti. Jsou proto rozpustné v polárních i nepolárních rozpouštědlech.
Důležitou vlastností amfifilních látek je tvorba micel, lipozomů a lipidové dvouvrstvy v biomembráně.
Důležitými amfifilními látkami jsou:
- Mýdla, směsi organických látek se schopností vázat nečistoty
- Detergenty, se schopností převádět nečistoty obsahující nepolární sloučeniny do roztoku.
- Emulgátory, například lecitin
- Fosfolipidy, hlavní složka buněčných membrán

## Struktura
Amfifilní molekuly obsahují jak hydrofilní, tak hydrofobní skupiny.

### Hydrofilní skupiny
Hydrofilní skupiny se dělí na aniontové, kationtové a polární skupiny:
- Aniontové skupiny
  - karboxyláty: RCO2−
  - sulfáty: RSO4−
  - sulfonáty: RSO3−
  - fosfáty: RPO4−
- Kationtové skupiny
  - amonné skupiny: RNH3+

- Polární skupiny
  - alkoholy s dlouhými alkylovými řetězci R, jako je diacylglycerol (DAG) nebo oligoethylenglykoly

### Hydrofobní skupiny
Hydrofobní skupiny jsou nejčastěji dlouhé uhlovodíkové řetězce ve formě CH3(CH2)n, n > 4.

### Počet skupin
Amfifilní sloučeniny mají často několik hydrofilních a několik hydrofobních částí. Proto se některé amfifilní sloučeniny rozpouštějí jak ve vodě tak do určité míry i v nepolárních organických rozpouštědlech.
Při umístění do nemísitelného systému, sestávajícího z vodních a organických rozpouštědel, se amfifilní sloučenina může rozdělit mezi obě fáze.

## Fosfolipidy

Molekula fosfolipidu. Vlevo nepolární hydrofobní mastné kyseliny a vpravo hydrofilní polární fosfát.

Fosfolipidy mají polární hydrofilní hlavu tvořenou polárními fosfáty a nepolární hydrofobní ocas tvořený mastnými kyselinami. Jsou jednou z nejdůležitějších amfifilních sloučenin, neboť jsou v živých organismech základní složkou biomembrán, kde vytvářejí fosfolipidovou dvouvrstvu. Tato dvojitá vrstva, ve které hydrofobní část směřuje dovnitř a hydrofilní část ven umožňuje polopropustnost biomembrány a další její pro život nezbytné vlastnosti.
Ačkoli fosfolipidy jsou hlavními složkami biomembrán, existují další amfifilní látky, jako je cholesterol a glykolipidy, které jsou v těchto strukturách obsaženy a ovlivňují jejich fyzikální a biologické vlastnosti.

Fosfolipidová dvouvrstva vytvářející biomembránu.

## Další příklady
- Biologické sloučeniny (fosfolipidy, cholesterol, glykolipidy, mastné kyseliny, žlučové kyseliny, saponiny, lokální anestetika).
- Povrchově aktivní látky na bázi mýdla. Mýdlo je zároveň polární a mísí se proto s vodou, zároveň hydrofobní, a proto na sebe váže oleje nebo tuky. Je tak schopné odstranit mastnotu z pokožky nebo oděvů.
- Povrchově aktivní látky na bázi uhlovodíků. Například dodecylsulfát sodný (aniontový), benzalkoniumchlorid (kationtový), kokamididopropyl betain (zwitterionický) a oktan-1-nol (alkohol s dlouhým řetězcem, neiontový).
- Proteiny Aβ tvoří antiparalelní β-listy, které jsou silně amfifilní, a které se agregují za vzniku toxických oxidačních fibril Aβ.
- Antimikrobiální peptidy (AMP). Čím vyšší amfifilie, tím větší antibakteriální vlastnosti.